# Нью-Діггінгс (Вісконсин)
Нью-Діггінгс (англ. New Diggings) — місто (англ. town) в США, в окрузі Лафаєтт штату Вісконсин. Населення — 486 осіб (2020).

## Демографія
Згідно з переписом 2010 року, у місті мешкали 502 особи в 194 домогосподарствах у складі 143 родин. Було 225 помешкань
Расовий склад населення:
| - 97,0 % — білих - 1,0 % — азіатів - 0,8 % — корінних американців - 1,0 % — осіб інших рас |

До двох чи більше рас належало 0,2 %. Частка іспаномовних становила 1,0 % від усіх жителів.
За віковим діапазоном населення розподілялося таким чином: 24,9 % — особи молодші 18 років, 61,6 % — особи у віці 18—64 років, 13,5 % — особи у віці 65 років та старші. Медіана віку мешканця становила 43,5 року. На 100 осіб жіночої статі у місті припадало 104,1 чоловіків;  на 100 жінок у віці від 18 років та старших — 106,0 чоловіків також старших 18 років.
Середній дохід на одне домашнє господарство  становив 66 310 доларів США (медіана — 55 893), а середній дохід на одну сім'ю — 72 925 доларів (медіана — 68 750). Медіана доходів становила 41 563 долари для чоловіків та 34 375 доларів для жінок. За межею бідності перебувало 7,2 % осіб, у тому числі 8,0 % дітей у віці до 18 років та 10,0 % осіб у віці 65 років та старших.
Цивільне працевлаштоване населення становило 272 особи. Основні галузі зайнятості: освіта, охорона здоров'я та соціальна допомога — 25,7 %, виробництво — 15,1 %, роздрібна торгівля — 9,2 %, мистецтво, розваги та відпочинок — 7,4 %.